# Schiffornis veraepacis
El llorón norteño (Schiffornis veraepacis), también denominado shifornis norteño (en Perú), saltarín norteño (en Colombia) o saltarín café (en México), es una especie de ave paseriforme perteneciente al género Schiffornis de la familia Tityridae. Es nativo del sureste de México, América Central y del Sur. 

## Distribución y hábitat
Se distribuye desde la pendiente del golfo de México y del Mar Caribe al sureste de México, por Belice, Guatemala, Honduras, Nicaragua, Costa Rica, Panamá, Colombia, Ecuador, hasta el noroeste del Perú.

## Sistemática

### Descripción original
La especie S. veraepacis fue descrita por primera vez por los ornitólogos británicos Philip Lutley Sclater y Osbert Salvin en 1860 bajo el nombre científico Heteropelma veraepacis.

### Taxonomía
Este género ha sido tradicionalmente colocado en la familia Pipridae; así como Iodopleura, Laniisoma, Tityra y Pachyramphus en la familia Cotingidae y Laniocera en la familia Tyrannidae. La Propuesta N° 313 al South American Classification Committee (SACC), siguiendo los estudios de filogenia molecular de Ohlson et al. (2007), aprobó la adopción de la nueva familia Tityridae, incluyendo el presente y los otros géneros.
Las anteriormente subespecies Schiffornis turdina veraepacis, S. turdina aenea, S. turdina olivacea y S. turdina stenorhyncha fueron divididas de Schiffornis turdina y elevadas a especies plenas siguiendo los estudios moleculares y sonogramas de Nyári, A (2007) y los estudios complementares de variación geográfica de voces, localidades tipo e itens prioritarios de Donegan et al (2011). La propuesta N° 505 al South American Classification Committee (SACC) fue aprobada en octubre de 2011, con dichos cambios taxonómicos.

### Subespecies
Según la clasificación del Congreso Ornitológico Internacional (IOC) (Versión 6.1, 2016) y Clements Checklist v.2015, se reconocen 4 subespecies, con su correspondiente distribución geográfica:
- Grupo politípico veraepacis:
  - Schiffornis veraepacis veraepacis (Sclater & Salvin, 1860) - pendiente golfo - caribeña del sureste de México hacia el sur hasta Costa Rica.
  - Schiffornis veraepacis dumicola (Bangs, 1903) - oeste tropical de Panamá (Chiriquí, Veraguas y norte de Coclé).
  - Schiffornis veraepacis acrolophites Wetmore, 1972 - este de Panamá (cerros Mali y Tacarcuna) y adyacente Colombia (Chocó).

- Grupo monotípico rosenbergi:
  - Schiffornis veraepacis rosenbergi (Hartert, 1898): tierras bajas del oeste de Colombia (al norte hasta Chocó) hacia sur hasta el extremo noroeste del Perú (Tumbes).